# Dear My Friend
«Dear My Friend» es el tercer sencillo lanzado por el grupo de origen japonés Every Little Thing el 22 de enero de 1997.

## Detalles
«Dear My Friend» fue el tema principales de los comerciales del producto "Slim Beauty House" (スリムビューティーハウス) al tiempo de lanzarse al mercado, lo que ayudó a su mayor difusión. Este fue el primer sencillo que obtuvo algo de éxito y reconocimiento en Japón, debutando en el #9 en los charts Oricon. El mismo año de su lanzamiento ganó un Japan Record Award como una de las mejores canciones.
Hasta el día de hoy es una de las canciones íconos para Every Little Thing, y es escogida prácticamente en todos los conciertos de la banda como uno de los temas que se interpreta en vivo de la época antigua.
En el video musical aparecen los integrantes de la banda interpretando el tema al interior de un estudio. Es bastante simple y puede apreciarse que no fue invertido mucho en su grabación.

## Canciones
1. «Dear My Friend»
2. «Dear My Friend» (U.K Mix)
3. «Dear My Friend» (Instrumental)

- Datos: Q3275245